# 里基·布兰顿
里基·韦恩·布兰顿（英語：Ricky Wayne Blanton，1966年4月21日—），美国NBA联盟前职业篮球运动员。他在1989年的NBA选秀中第2轮第46顺位被菲尼克斯太阳选中。